# Swedish ICT Research
Rise ICT AB är ett dotterbolag till Rise Research Institutes of Sweden. Det har fyra forskningsinstitut inom informations- och kommunikationsteknik, varav tre är programvaruinriktade och ett – Rise Acreo – är hårdvaruinriktat:
- Rise SICS
- Rise Interactive
- Rise Viktoria
- Rise Acreo

Rise ICT, tidigare Swedish ICT Research, bildades 2005 genom sammanslagning av Svenska institutet för tillämpad informationsteknik (SITI), där de tre programvaruinriktade instituten ingick, och Acreo. 
Rise ICT:s ska driva och möjliggöra innovation genom att tillsammans med näringsliv och offentlig sektor omsätta forskningsresultati praktiskt utnyttjande.
Inom Rise ICT finns omkring 500 medarbetare. Det har en omsättning på 516 MSEK (2016). Huvudkontoret ligger i Kista i Stockholm och verksamhet sker i Eskilstuna, Göteborg, Karlstad, Hudiksvall, Kista, Linköping, Lund, Norrköping, Piteå, Umeå, Uppsala och Västerås.